# Монро Тауншип (округ Глостер, Нью-Джерсі)
Монро Тауншип (англ. Monroe Township) — селище (англ. township) в США, в окрузі Глостер штату Нью-Джерсі. Населення — 37 117 осіб (2020).

## Демографія
Згідно з переписом 2010 року, у селищі мешкало 36 129 осіб у 12 815 домогосподарствах у складі 9450 родин. Було 13387 помешкань
Расовий склад населення:
| - 79,4 % — білих - 14,0 % — чорних або афроамериканців - 2,4 % — азіатів - 0,2 % — корінних американців - 1,5 % — осіб інших рас |

До двох чи більше рас належало 2,4 %. Частка іспаномовних становила 5,0 % від усіх жителів.
За віковим діапазоном населення розподілялося таким чином: 25,7 % — особи молодші 18 років, 60,7 % — особи у віці 18—64 років, 13,6 % — особи у віці 65 років та старші. Медіана віку мешканця становила 38,9 року. На 100 осіб жіночої статі у селищі припадало 94,1 чоловіків;  на 100 жінок у віці від 18 років та старших — 90,0 чоловіків також старших 18 років.
Середній дохід на одне домашнє господарство  становив 85 469 доларів США (медіана — 74 212), а середній дохід на одну сім'ю — 97 628 доларів (медіана — 84 732). Медіана доходів становила 63 202 долари для чоловіків та 51 292 долари для жінок. За межею бідності перебувало 7,1 % осіб, у тому числі 10,0 % дітей у віці до 18 років та 6,1 % осіб у віці 65 років та старших.
Цивільне працевлаштоване населення становило 17 491 осіб. Основні галузі зайнятості: освіта, охорона здоров'я та соціальна допомога — 27,9 %, роздрібна торгівля — 12,8 %, науковці, спеціалісти, менеджери — 9,3 %, мистецтво, розваги та відпочинок — 7,7 %.